# Listă de actori britanici
Aceasta este o listă de actori britanici:

Cuprins: Început - 0–9 A B C D E F G H I J K L M N O P Q R S T U V W X Y Z

## A
- Joss Ackland
- Caroline Aherne
- Maria Aitken
- Jodi Albert
- Keith Allen
- Susie Amy
- Anthony Andrews
- Julie Andrews
- Francesca Annis
- Lysette Anthony
- Gabrielle Anwar
- Debbie Arnold
- Sean Arnold
- Gemma Arterton
- Jane Asher
- Kate Ashfield
- Eileen Atkins
- Gemma Atkinson
- Rowan Atkinson
- David Attenborough
- Richard Attenborough
- Afshan Azad

## B
- Kate Baines
- Tom Baker
- Jill Balcon
- Christian Bale
- Yasmin Bannerman
- Marianne Jean-Baptiste
- Matt Bardock
- Ben Barnes
- John Barrowman
- Michael Barrymore
- Ali Bastian
- Helen Baxendale
- Stephanie Beacham
- Simon Russell Beale
- Sean Bean
- Kate Beckinsale
- Brian Bedford
- Max Beesley
- Jamie Bell
- Elisabeth Bergner
- Eve Best
- Rodney Bewes
- Jennifer Biddall
- Jane Birkin
- Orlando Bloom
- Jacqueline Bisset
- Gemma Bissix
- Cilla Black
- Honor Blackman
- Brian Blessed
- Brenda Blethyn
- Claire Bloom
- Emily Blunt
- Hugh Bonneville
- James Bolam
- Jamie Campbell Bower
- Hollie-Jay Bowes
- David Bowie
- Philip Bretherton
- Jim Broadbent
- Eleanor Bron
- Ralph Brown
- Dannielle Brent
- Anna Brewster
- Richard Briers
- Moira Brooker
- Dora Bryan
- Julie Buckfield
- Kathy Burke
- Guy Burnet
- Saffron Burrows
- Kate Burton
- Gerard Butler

## C
- Gary Cady
- Michael Caine
- David Calder
- Simon Callow
- Jane Carr
- Helena Bonham Carter
- Anna Carteret
- Ryan Cartwright
- Robert Carlyle
- Natalie Casey
- Georgina Cates
- Maxwell Caulfield
- Christopher Cazenove
- Anna Chancellor
- Ben Chaplin
- Daniel Chatto
- Carla Chases
- Tracey Childs
- Julie Christie
- John Cleese
- Sacha Baron Cohen
- Joan Collins
- Pauline Collins
- Robbie Coltrane
- Jason Connery
- Sean Connery
- Tom Conti
- Claire Cooper
- Kari Corbett
- Charlotte Cornwell
- Judy Cornwell
- Nicolas Coster
- Tom Courtenay
- Daniel Craig
- Wendy Craig
- Michael Crawford
- Annette Crosbie
- Ben Cross
- Frances Cuka
- Alan Cumming
- Peggy Cummins
- Roland Curram

## D
- Jim Dale
- Timothy Dalton
- Charles Dance
- Lucy Davis
- Warwick Davis
- Ashley Slanina-Davies
- Ashley Taylor Dawson
- Judi Denc
- Mikyla Dodd
- Amanda Donohoe
- Karen Dotrice
- Roy Dotrice
- Sarah Douglas
- Lesley-Ann Down
- Minnie Driver
- Karen Dunbar
- Sarah Jayne Dunn
- Terri Dwyer

## E
- Sheena Easton
- Jeremy Edwards
- Tamsin Egerton
- Samantha Eggar
- Cary Elwes
- Nathalie Emmanuel
- Lucy Evans
- Rupert Everett

## F
- Marianne Faithfull
- Sally Faulkner
- Tom Felton
- Pam Ferris
- Fenella Fielding
- Frank Finlay
- Joseph Fiennes
- Ralph Fiennes
- Albert Finney
- Colin Firth
- Barbara Flynn
- Edward Fox
- Emilia Fox
- James Fox
- Jessica Fox
- Laurence Fox
- Martin Freeman
- Dawn French
- Maria Friedman
- Anna Friel
- Nick Frost
- Sadie Frost
- Marsha Fitzalan
- Jenny Funnell

## G
- Rochelle Gadd
- Charlotte Gainsbourg
- Romola Garai
- Jill Gascoine
- Caroline Goodall
- Hugh Grant
- Kelly Greenwood
- Judy Geeson
- Susan George
- Peter Gilmore
- Robert Glenister
- Richard E. Grant
- Dulcie Gray
- Angela Griffin
- Richard Griffiths
- Lucy Griffiths
- Rupert Grint
- Georgia Groome
- Ioan Gruffudd

## H
- Leah Hackett
- Suzanne Hall
- Rosalind Halstead
- Sheila Hancock
- Caroline Harker
- Jared Harris
- Cathryn Harrison
- Ian Hart
- Nigel Havers
- Sally Hawkins
- Anthony Stewart Head
- Lena Headey
- Greg Hemphill
- Shirley Henderson
- Georgie Henley
- Ruthie Henshall
- Nicky Henson
- Anne Heywood
- Freddie Highmore
- Bernard Hill
- Tina Hobley
- Patricia Hodge
- Ellis Hollins
- Julian Holloway
- Ian Holm
- Anthony Hopkins
- Jane Horrocks
- Sally Ann Howes
- Finola Hughes
- Geoffrey Hughes
- Elizabeth Hurley
- Olivia Hussey
- Jessica Hynes

## I
- Eric Idle
- Llyr Ifans
- Rhys Ifans
- Celia Imrie
- Jeremy Irons
- Jason Isaacs

## J
- Dominique Jackson
- Glenda Jackson
- Geraldine James
- Louise Jameson
- Susan Jameson
- Ciara Janson
- Samantha Janus
- David Jason
- Barbara Jefford
- Lionel Jeffries
- Glynis Johns
- Aaron Johnson
- Catherine Zeta-Jones
- Gemma Jones
- Rupert Penry-Jones

## K
- Rose Keegan
- Martin Kemp
- Felicity Kendal
- Cheryl Kennedy
- Penelope Keith
- Patsy Kensit
- Laura Michelle Kelly
- Skandar Keynes
- Ford Kiernan
- Claire King
- Ben Kingsley
- Alex Kingston
- Brooke Kinsella
- Keira Knightley
- Jo-Anne Knowles

## L
- Danny LaRue
- Cleo Laine
- Nicole Barber-Lane
- Angela Lansbury
- Chris Larkin
- Jane Lapotaire
- Hugh Laurie
- Jude Law
- Phyllida Law
- Rosemary Leach
- Christopher Lee
- Jane Leeves
- Rula Lenska
- Valerie Leon
- Daniel Day-Lewis
- Damian Lewis
- Maureen Lipman
- Zoe Lister
- Emily Lloyd
- Jamie Lomas
- Louise Lombard
- Joan Lorring
- Gary Lucy
- Joanna Lumley
- Richard Lumsden
- Cherie Lunghi

## M
- Kate Maberly
- Polly Maberly
- Kelly Macdonald
- Matthew MacFadyen
- Miriam Margolyes
- Patrick Malahide
- Kika Markham
- Jean Marsh
- Anna Massey
- Valerie Masterson
- Millicent Martin
- Sharon Maughan
- James McAvoy
- Hazel McBride
- David McCallum
- Eileen McCallum
- Hamish McColl
- Gordon McCorkell
- Simon McCorkindale
- Helen McCrory
- Martine McCutcheon
- Malcolm McDowell
- Kate McEnery
- Peter McEnery
- Geraldine McEwan
- Joe McGann
- Paul McGann
- Mark McGann
- Stephen McGann
- Ewan McGregor
- Tim McInnerny
- Gina McKee
- Roxanne McKee
- Ian McKellen
- James McKenna
- Virginia McKenna
- Kevin McKidd
- Ian McShane
- Janet McTeer
- Will Mellor
- Tobias Menzies
- Gemma Merna
- Paul Merton
- Jennifer Metcalfe
- Jonny Lee Miller
- Sienna Miller
- Sarah Miles
- Hayley Mills
- Juliet Mills
- Helen Mirren
- Jimi Mistry
- Rhona Mitra
- Alfred Molina
- Fiona Mollison
- Dominic Monaghan
- Roger Moore
- Hattie Morahan
- Tara Moran
- David Morrissey
- Emily Mortimer
- Samantha Morton
- William Moseley
- Sinead Moynihan
- Ashley Mulheron
- Tiffany Mulheron
- Peter Mullan

## N
- James Nesbitt
- Nanette Newman
- Thandie Newton
- Bill Nighy
- Mary Nighy
- Helen Noble

## O
- Richard O'Brien
- David O'Hara
- Ian Ogilvy
- Sophie Okonedo
- Gary Oldman
- Travis Oliver
- Tamzin Outhwaite
- Clive Owen
- Alfie Owen-Allen

## P
- Elaine Page
- Michael Palin
- Geoffrey Palmer
- Patsy Palmer
- Judy Parfitt
- Dorothy Paul
- Dev Patel
- Robert Pattinson
- Helen Pearson
- Julie Peasgood
- Simon Pegg
- Joanna Pettet
- Sally Phillips
- Sian Phillips
- Nick Pickard
- Christina Pickles
- Vivian Pickles
- Billie Piper
- Angela Pleasence
- Joan Plowright
- Anna Popplewell
- Freddie Popplewell
- Lulu Popplewell
- Pete Postlethwaite
- William Poulter
- Ben Powley
- Cassie Powney
- Connie Powney
- Jonathan Pryce

## Q
- Anna Quayle
- Diana Quick
- Pauline Quirke

## R
- Daniel Radcliffe
- Charlotte Rampling
- Vanessa Redgrave
- Joyce Redman
- James Redmond
- Dakota Blue Richards
- Joely Richardson
- Miranda Richardson
- Alan Rickman
- Emma Rigby
- Diana Rigg
- Talulah Riley
- Corin Redgrave
- Lynn Redgrave
- Georgina Redhead
- Amanda Redman
- Angharad Rees
- Roger Rees
- Paul Rogers
- Jemima Rooper
- Laila Rouass
- Tim Roth
- Patricia Routledge
- Samantha Rowley
- Michelle Ryan

## S
- Sting
- Greta Scacchi
- Colin Salmon
- Emma Samms
- Jennifer Saunders
- Jimmy Savile
- Julia Sawalha
- Prunella Scales
- Roshan Seth
- Michael Sheen
- Ruth Sheen
- Carole Shelley
- Dinah Sheridan
- Nicollette Sheridan
- Maggie Smith
- Tim Piggott-Smith
- Sheila Sim
- Donald Sinden
- Marc Sinden
- Tony Slattery
- Timothy Spall
- Anne Stallybrass
- Terence Stamp
- Imelda Staunton
- Alison Steadman
- Carley Stenson
- Toby Stephens
- Juliet Stevenson
- Summer Strallen
- Imogen Stubbs
- Una Stubbs
- Jim Sturgess
- Trudie Styler
- David Suchet
- Mollie Sugden
- James Sutton
- Janet Suzman
- Sylvia Syms
- Claire Sweeney
- Clive Swift
- Tilda Swinton

```
Liv Taylor
```

- Catherine Tate
- Davinia Taylor
- Elizabeth Taylor
- Joanna Taylor
- Kerrie Taylor
- David Tennant
- Josephine Tewson
- David Thewlis
- Emma Thompson
- Sophie Thompson
- Angela Thorne
- Kara Tointon
- Hannah Tointon
- Elize Du Toit
- Rita Tushingham
- Margaret Tyzack

## U
- Nick Ullett
- Tracey Ullman

## W
- Julian Wadham
- Eamonn Walker
- Shani Wallis
- Harriet Walter
- Julie Walters
- Julie T. Wallace
- David Warner
- Dennis Waterman
- Emily Watson
- Emma Watson
- Charley Webb
- Rachel Weisz
- Ed Westwick
- Joanne Whalley
- Kevin Whately
- Alex Hyde-White
- Paxton Whitehead
- Billie Whitelaw
- Googie Withers
- June Whitfield
- Finty Williams
- Olivia Williams
- Penelope Wilton
- Barbara Windsor
- Kate Winslet
- Jaime Winstone
- Ray Winstone
- Rachel Hurd-Wood
- Susan Wooldridge
- Bonnie Wright

## Y
- Owain Yeoman
- Susannah York

## Vezi și
- Listă de regizori britanici